# Flame war
A flame war (angolból, szó szerinti jelentése: „lángháború”) egy olyan folyamat, mely során szándékosan sértő, ellenséges, offtopic (témához nem kapcsolódó) hozzászólásokat küldenek egy nyilvános (általában internetes) fórumra. Az ok általában olyan téma, mely erősen polarizálja (megosztja) a közösséget, mint amilyen a politika, vallás, filozófia, de gyakran lényegtelennek látszó nézetkülönbségek is torkollhatnak ilyen verbális háborúba. Flame-ek küldése homlokegyenest ellenkezik a Netikett elveivel, és az internetes közösség tagjaiban is ellenérzést vált ki.

## Jelentése
A „flame” szó ebben az esetben arra utal, hogy az illető szándékosan olyan megjegyzéseket ír amitől a vitapartnerei idegesek lesznek, ami provokálja az agresszív válaszokat: ami „felszítja a tüzet”. (Az ilyen szándékosan vitát szító magatartást „flaming”-nek nevezik angol nyelvterületen.)
A kifejezés bizonyos fokig elavult, és helyét a 2010-es évektől részben átvette a trollkodás („trolling”), mely a flamingnél tágabban értelmezett jelentéstartalommal a teljes provokatív, vitagerjesztő magatartást írja le, nem csak magát a konkrét vita közbeni viselkedést; a gyakorlati viták során a két kifejezés szinte ugyanazt a jelenséget tükrözi.

## Okai
Több szociális viselkedéssel foglalkozó kutató vizsgálta a jelenséget, és több eltérő elmélettel is előálltak. Ilyen például az elszemélytelenítés illetve az empátia (szándékos vagy akaratlan) csökkenése („online disinhibition effect”), az alkalmazkodás a vélt normákhoz, a szemtől–szembe kommunikáció hiányából fakadó félreértések, vagy az öntudatlan elutasítás, amikor a vitapartner elméje akaratlanul elutasítja azon tényeket, melyek ellentmondanak az általa vélt képnek.

## Megjelenése a populáris kultúrában
A jelenségről a collegehumor.com készített dalt We Didn't Start The Flame War címen, amelyik bemutatja, miről is szól a flame war.

## Lásd még
- Troll (internet)
- Lélektani hadviselés
- Gyűlöletbeszéd